# Perama wurdackii
Perama wurdackii är en måreväxtart som beskrevs av Julian Alfred Steyermark. Perama wurdackii ingår i släktet Perama och familjen måreväxter. Inga underarter finns listade i Catalogue of Life.